# Вооружённый конфликт

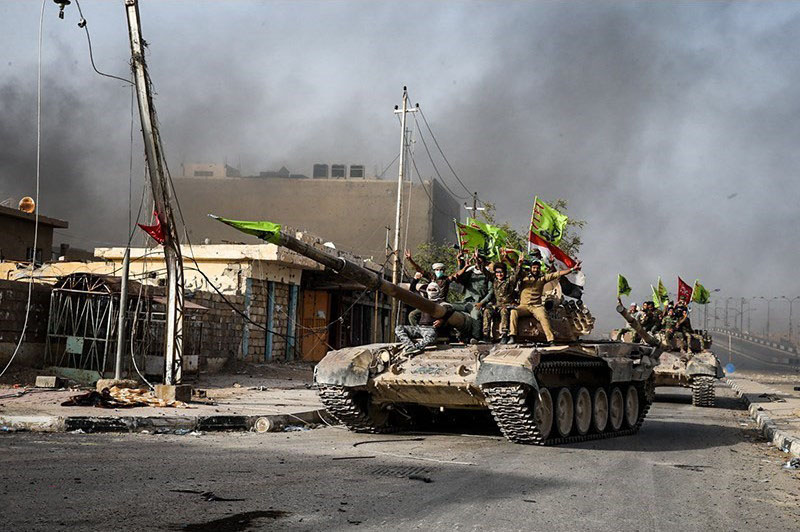
Шиитское ополчение на танках Т-72 иракских ВС в Фаллудже в ходе военной операции против «ИГ».

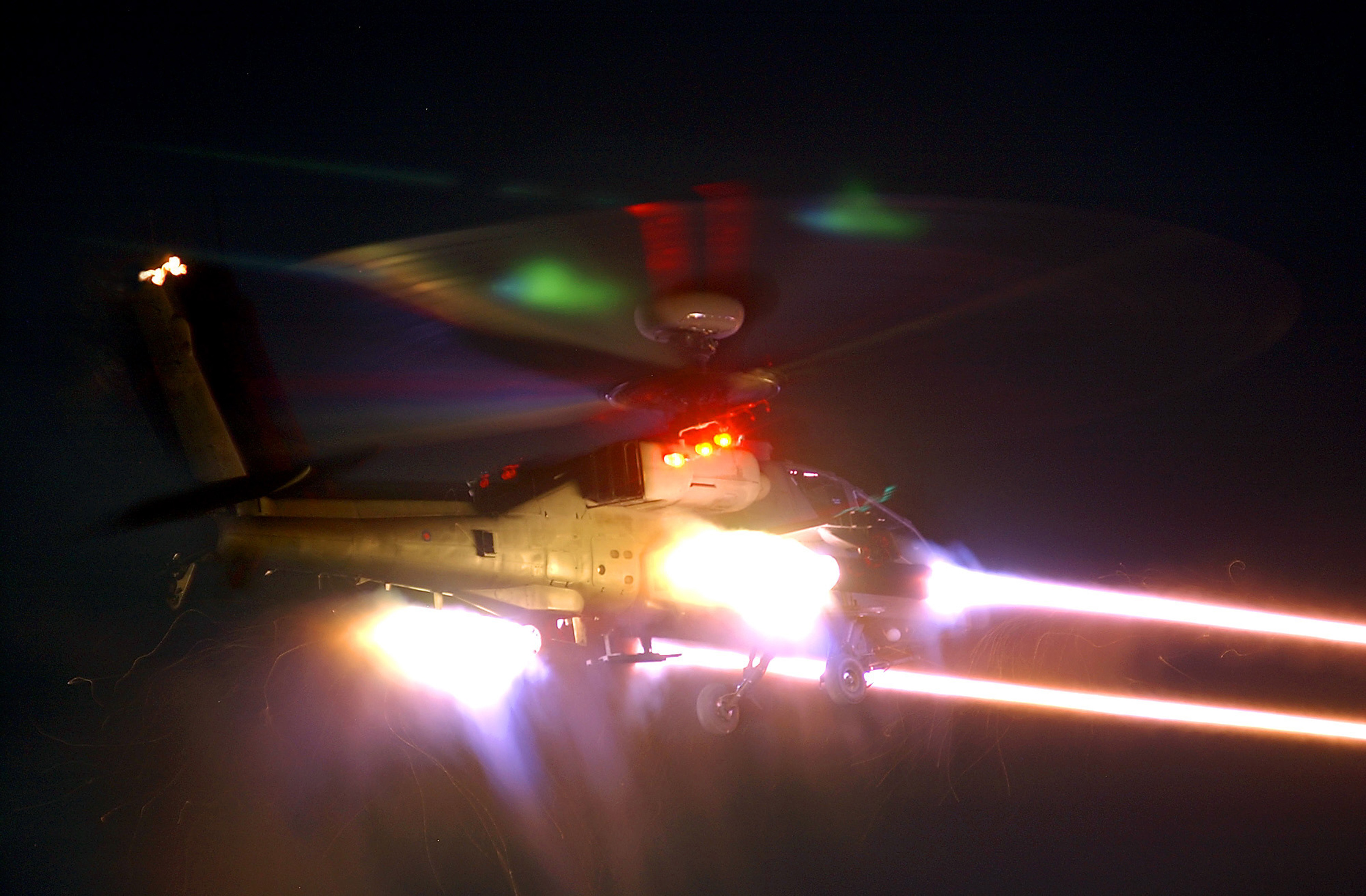
Британский ударный вертолёт AH-64 наносит ракетный удар в ходе ночного боя (2003 год)

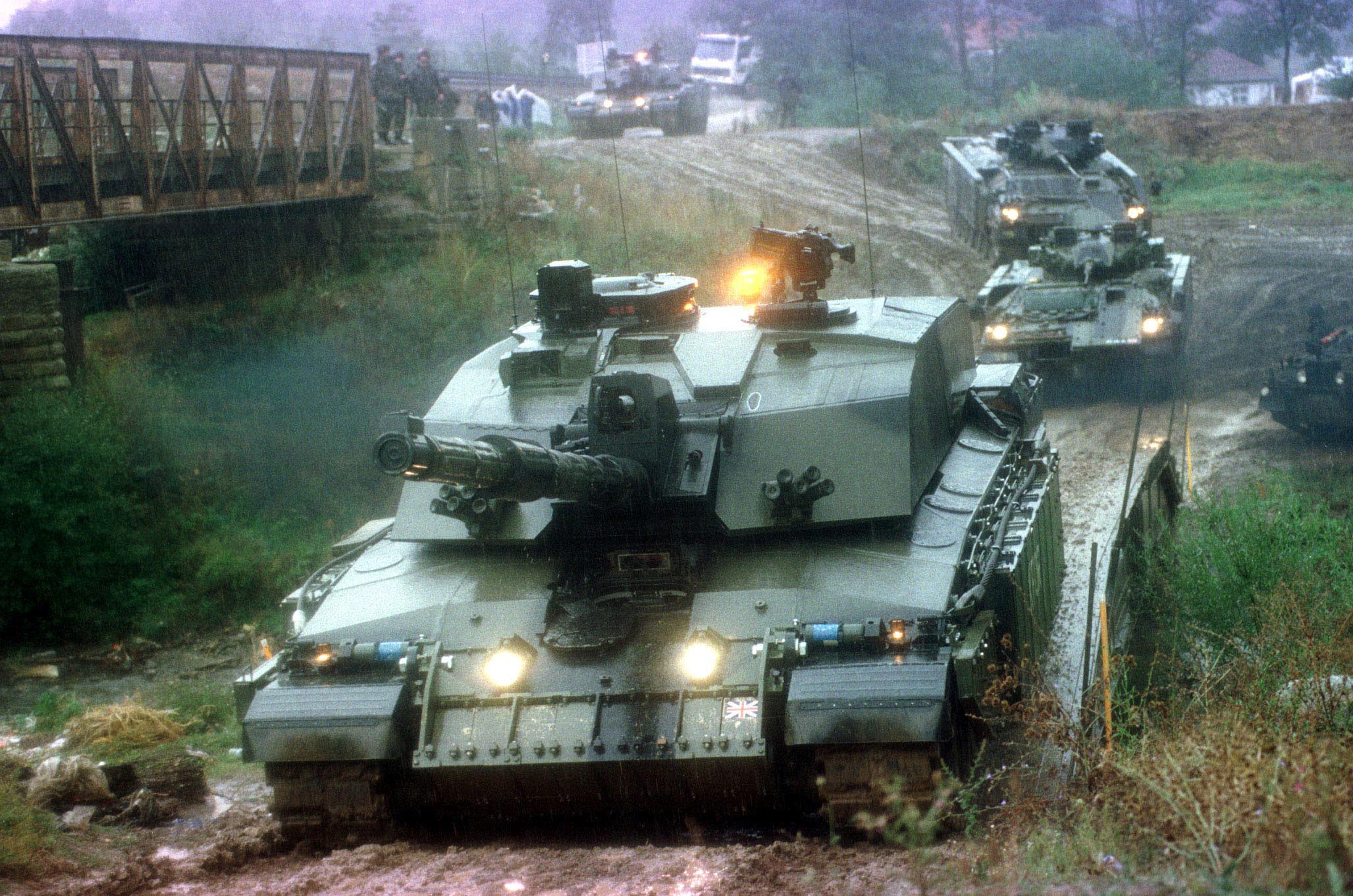
Британский танк Challenger 2
(Война в Косово, 2000)

Вооружённый конфли́кт — вооружённое противоборство между государствами или социальными общностями внутри отдельных государств, имеющее целью разрешение экономических, политических, национально-этнических и иных противоречий через ограниченное применение военной силы.
В ряде публикаций термин «вооружённый конфликт» используется как синоним термина «военный конфликт».
В Военной доктрине Союзного Государства военный конфликт рассматривается как более общий термин:
Военный конфликт — форма разрешения противоречий в межгосударственных или внутригосударственных отношениях с применением военной силы противостоящими сторонами.
Война и вооружённый конфликт, согласно Военной доктрине Союзного Государства, различаются масштабами применения военной силы:
- война — крайняя форма разрешения политических, экономических, идеологических, национальных, религиозных, территориальных и других противоречий между государствами, народами, нациями и социальными группами с применением военной силы противостоящими сторонами;
- вооружённый конфликт — одна из форм разрешения межгосударственных и внутригосударственных противоречий посредством ограниченного применения военной силы государствами или противостоящими сторонами в пределах территории одного государства, при которой государства (государство), участвующие (участвующее) в конфликте, не переходят (не переходит) в состояние войны[4].

Другими словами, вооружённый конфликт — это военный конфликт с ограниченным применением военной силы.
В Военной доктрине Российской Федерации военный конфликт также рассматривается как более общий термин:
Военный конфликт — форма разрешения межгосударственных или внутригосударственных противоречий с применением военной силы (понятие охватывает все виды вооружённого противоборства, включая крупномасштабные, региональные, локальные войны и вооружённые конфликты).
В иностранной военной терминологии используется термин «конфликт низкой интенсивности», заменённый в 1993 году в американских уставах на термин «военные операции, отличные от войны».
Горячая точка (горячая точка планеты) — политический фразеологизм, используемый в отношении развязанных вооружённых конфликтов или регионов с высокой степенью риска прямого столкновения между странами.
Отмечается, что иногда не просто провести чёткую линию между локальной войной и вооружённым конфликтом, однако исторический опыт показывает, что в отличие от локальных войн вооружённые конфликты характеризуются значительно меньшими силами, вовлечёнными в боевые действия, а также меньшей масштабностью и интенсивностью боевых действий. Более того, в современной науке постулируется существование фундаментальной разницы между локальной войной и вооружённым конфликтом, которая заключается в том, что война представляет собой одно из состояний государства, в то время как военный конфликт[военный или вооружённый конфликт?] — это состояние его вооружённых сил или даже какой-либо отдельной их части.

## Суть понятия «военный конфликт»
Военный конфликт в узком смысле подразумевает конкретную форму военного насилия, которая подобно войне обладает политическим подтекстом, но в отличие от неё преследуемые цели конфликтующих сторон носят ограниченный, ситуативный или локальный характер. Причиной возникновения и развития военного конфликта могут стать частные факторы, например — территориальные споры, национально-этнические, религиозные противоречия и т. п., которые редко имеют принципиальную или глубинную сущность. Как правило, в ходе такого противостояния противники не ставят под угрозу жизненно важные интересы или сам факт существования друг друга, не делают попыток изменить целостность политического строя, экономической системы и т. п. В таких обстоятельствах борьба разворачивается за получение некоторых экономических выгод или политико-стратегических преимуществ, за преобразование военно-политического баланса на региональном уровне или изменение существующих отношений между противниками.
Отсутствие масштабных политических целей приводит к серьёзным ограничениям на масштаб применения военной силы, что ограничивает не только размах военных действий, но и предопределяет их локализованность в неких пространственных рамках, например — в приграничных зонах, в отдельных районах, на удалённых территориях и т. п. Для непосредственного участия в столкновениях задействуются далеко не все возможности вооружённых сил конфликтующих сторон, а только их некоторая часть при доминировании какого-либо отдельного вида вооружённых сил или рода войск. Очень часто значительную роль играют специальные силы быстрого реагирования, миротворческие войска, иррегулярные и повстанческие формирования, наёмники и т. д.
Характерной особенностью военного конфликта считается отсутствие радикального перестроения всех процессов общественной жизни, которое наблюдается во время войн. Обычно любой войне предшествует заблаговременная длительная подготовка и комплекс мобилизационных мероприятий по всей стране; в ходе военных конфликтов этого не наблюдается. Однако хотя военные конфликты почти не отражаются на повседневном состоянии общества, они существенно трансформируют рутинную жизнедеятельность вооружённых сил и других военных институтов, что приводит к более жёсткой централизации, строгой дисциплине, повышенной боеготовности и т. п.
Аналогичным образом в ходе военных конфликтов могут не применяться международно-правовые средства, характерные почти исключительно для состояния войны: разрыв торгово-дипломатических отношений, конфискация собственности, наложение на граждан противной стороны специальных санкций и т. п.

## Отличие вооружённого конфликта от войны
Вооружённый конфликт отличается от войны ограниченностью поставленных противоборствующими сторонами конечных целей.
В вооружённом конфликте не ставится целью создание угрозы существованию политической и экономической системы, угрозы суверенитету противника. Целями вооружённого конфликта являются преобразование или сохранение имеющихся отношений, изменение военно-политической обстановки в регионе в собственную пользу, получение экономической выгоды, получение политических или стратегических преимуществ.
Ввиду ограниченности политических целей преследуемых в ходе вооружённого конфликта, применение военной силы также ограничивается определённой географической областью. Вооружённое противостояние как правило ведётся в приграничных зонах, в отдельных районах государства, на островных территориях. Участие в боевых действиях принимает лишь часть вооружённых сил государства. В некоторых случаях в вооружённых конфликтах принимают участие иррегулярные вооружённые формирования (наёмники, партизаны).
Вооружённые конфликты обычно длятся непродолжительное время, либо имеют пульсирующий характер представляющий собой смену периодов обострений и затуханий боевых действий.
Основные нормы права вооружённых конфликтов закреплены в Гаагской конвенции 1907 года, Женевской конвенции «О защите жертв войны» 1949 года и дополнительных протоколах к ней 1977 года.
Для вооружённого конфликта, в отличие от войны, главным отличительным признаком является отсутствие изменений в общественной жизни. Вооружённый конфликт не принуждает общество к особому состоянию, связанному с введением военного положения в государстве, как при объявлении войны. В основном вооружённый конфликт вносит существенные изменения в жизнедеятельность вооружённых сил, преследуя повышение степени боевой готовности, создание более жёсткой централизации в управлении войск и дисциплины, усиления мер по сохранению военной тайны, мероприятия по дезинформации противника, целенаправленной морально-психологической подготовке военнослужащих и т. д. Также при вооружённом конфликте происходят структурно-организационные мероприятия по увеличению численности вооружённых сил, привлечению имеющихся запасов и резервов, созданию оперативных групп и сосредоточению войск с высокой боевой готовностью в зоне конфликта.
При вооружённом конфликте характерно неприменение либо частичное осуществление международно-правовых мер, обычных для состояния официального объявления войны, которые под собой подразумевают разрыв дипломатических и торговых отношений между участниками конфликта, конфискация собственности и интернирование граждан враждебного государства.

## Типы вооружённых конфликтов
Военными экспертами рассматриваются два основных типа вооружённых конфликтов: межгосударственный и внутригосударственный.

### Межгосударственный вооружённый конфликт
Данный тип вооружённого конфликта преследует следующие цели:
- попытка захвата и удержания района территории противника, имеющего важное экономическое или стратегическое значение;
- получение экономических и политических преимуществ в отношениях с другим государством, либо защита своих национальных интересов;
- силовое воздействие на правительство чужого государства с целью смены его политики либо защита собственного государственного суверенитета;
- провоцирование для развязывания крупномасштабных военных действий;
- нанесение ущерба вооружённым силам потенциального противника либо пресечение таких действий;
- стремление правительства государства, объявившего агрессивную внешнюю политику, перенаправить внимание собственного населения от неудачной внутренней политики.

Основной разновидностью межгосударственного вооружённого конфликта являются так называемые «пограничные конфликты», которые преследуют цели одной из сторон пересмотреть государственную границу и установление нового территориального порядка. Советские военные эксперты рассматривали подобные военные конфликты с формулировкой «пограничный вооружённый конфликт». К таковым к примеру относятся (неполный список из источника):
- Пограничный вооружённый конфликт между Китаем и Индией — октябрь — ноябрь 1962;
- Пограничный вооружённый конфликт между Сомали и Эфиопией — октябрь 1963 — июнь 1967;
- Пограничный вооружённый конфликт между Гватемалой и Мексикой — март 1965;
- Пограничный вооружённый конфликт между Суданом и Чадом — март — апрель 1966;
- Пограничный вооружённый конфликт между Пакистаном и Индией — июнь — ноябрь 1971;
- Пограничный вооружённый конфликт между Сирией и Иорданией — август 1971;
- Пограничный вооружённый конфликт между Азербайджаном и Арменией — начало июля 2020.

В случае когда конфликт проходил на границе разделяющей одно государство с колонией другого государства (либо государства находящегося под протекторатом другого), термин «пограничный» в трудах советских военных экспертов опускался. Таковыми к примеру служат (неполный список из источника):
- Вооружённые конфликты между Францией и Марокко на границе с Алжиром — май 1961 — февраль 1962. Алжир на тот момент оставался колонией Франции;
- Вооружённый конфликт между Великобританией и Саудовской Аравией на границе с Катаром — май — ноябрь 1955. Катар на тот момент находился под протекторатом Великобритании;
- Вооружённый конфликт между Индией и Португалией из-за островных территорий — декабрь 1961. Индия расширила границы включением в свой состав остров Гоа, города Даман и острова Диу являвшихся колониями Португалии.

### Внутригосударственный вооружённый конфликт
При внутригосударственном вооружённом конфликте враждующими сторонами являются вооружённые силы и иррегулярные вооружённые формирования, представленные группами населения объединённых социальной, этнической или религиозной принадлежностью.
В данном типе вооружённого конфликта преследуются следующие цели:
- получение права на автономное образование внутри государства;
- создание самостоятельного национально-государственного образования;
- подавление национально-освободительного движения или сепаратизма;
- борьба обществ, групп за восстановление ущемлённых социальных и экономических прав либо за сохранение социально-экономических преимуществ;
- создание экстремистскими группировками атмосферы нестабильности в государстве, как условия для захвата власти, либо защита конституционного порядка.